# José Pereira Rodriguez
José Pereira Rodriguez, né le 5 février 1940 à Montevideo en Uruguay et mort le 28 novembre 2016 dans le 13e arrondissement de Paris, est un artiste peintre français d'origine uruguayenne.

## Biographies
Dès son jeune âge, José Pereira démontre une forte vocation pour les arts plastiques. Cette vocation l’amène à l'atelier du peintre Manolo Lima (un disciple du Maître Joaquín Torres García) qui l'initie aux techniques de la peinture et aux théories du Maître.
Par la suite, il complète son initiation artistique à l'école des beaux-arts de Montevideo, sous la direction du Maître Miguel Ángel Pareja, dont le programme et les enseignements sont basés sur les techniques du Bauhaus.
En 1968, sous le gouvernement autoritaire de Jorge Pacheco Areco, il décide de s’installer à Paris, en France. Depuis lors, il participe à de nombreuses expositions, tant individuelles que collectives, en France, Espagne, Belgique, Allemagne, Italie, États-Unis, Uruguay, pour lesquels il reçoit des avis favorables de critiques spécialisés.
Artiste contemporain, il s'inspire des différents mouvements de l'Art Moderne comme le surréalisme, l'expressionnisme, le cubisme ou le constructivisme, et s'inscrit dans une longue lignée de peintres héritiers et porteurs, jusqu'à nos jours, de l'évolution de l'art abstrait, lancé par Kandinsky.

## Dans les collections muséales
Son œuvre est aujourd'hui représentée dans différents musées tels que :
- Musée d'Art moderne d'Ostende (Belgique) ;
- Fonds des Arts Plastiques du Musée d'Art Moderne de Paris (France) ;
- Musée Itinérant Salvador Allende SEET Paris (France) ;
- Musée Luis Gonzalez Robles, Alcala (Madrid - Espagne).

Ainsi que dans de nombreuses collections privées en France, Espagne, Belgique, Allemagne, Uruguay.

## Textes
José Pierre - Note critique - Institut culturel Franco Italien - Milan
"...Grand admirateur de Joaquin Torres Garcia, qui a introduit l’art moderne dans la vie culturelle uruguayenne, José Pereira se montre plus proche de Klee et surtout de la période parisienne de Kandinsky. Apparaissent en lui simultanément des préoccupations d’ordre cosmiques et une réflexion sur les lois de la génétique ainsi que sur la naissance de l’humanité.
"Grâce à une telle rencontre sa peinture se dilate. Aérée, joyeuse, et presque dansante, le résultat est le plus stimulant que je connaisse…"
Annette Hoffmann - Die Rheinpfalz no 241
"...Les visions picturales de José Pereira ne se manifestent pas comme les pièces désordonnées d’un puzzle, mais découlent d’un concept parfaitement réfléchi, utilisant un système de formes complexes et abstraites..."
Art Ibéroaméricain 1900 – 1990 - Luis Gonzáles Robles - Éditions UNESCO (Madrid 1996)
"...Avec des intentions thématiques à la recherche de nouvelles formes d'expression, on apprécie dans ces œuvres un processus cohérent depuis un « Neofigurativisme », dans lequel il souligne une dominance de l'espace, jusqu'à dévertébrer l'image, avec le plus pur concept constructiviste, par son sens de l’ordre et de la perfection..."
Art-Culture - Jacques Collard (Belgique 1976)
"...Peinture “du signe” ? Vous évoquez Klee à tort ou à raison ?... La peinture de Klee est aussi “magique”. Et telle est incontestablement le cas de celle de José Pereira où chaque forme a sa “charge”, où chaque symbole se présente en état d’activation..."